# Michel Dida
Michel Dida, född 20 december 1988 i Rinkeby i Stockholm, är sedan 2010 en svensk musiker, låtskrivare samt författare.

## Biografi
Dida föddes i Rinkeby i Stockholm som son till en mor född i Sverige och far född i Abidjan i Elfenbenskusten. Han växte upp i Bromsten och i Abidjan i Elfenbenskusten och talar svenska, engelska och franska.
Under uppväxten umgicks han med  artistkollegorna Mwuana och Erik Lundin. I en intervju med Aftonbladet har han sagt att "Jag var lite stökig när jag var yngre" och att "Jag blev utslängd av morsan när jag var 16-17". I samma intervju beskriver rapparen en turbulent uppväxt och berättar att han varit hemlös under en längre period i tonåren.

## Karriär
Dida har gett ut musik på engelska och svenska, samt två diktsamlingar.
År 2015 släppte han debutsingeln Höru Mej Bae vilket blev en viral succé och en catchphrase som har tolkats i både tv och i konstformer. Låten hyllades av internationella artister som Wyclef Jean och Stormzy samt film- och tv-profiler som Gustav Skarsgård, Adam Alsing och Rebecca Stella. Verket fick än större uppmärksamhet efter dess svenska del två släpptes med Zara Larsson, Seinabo Sey, Mapei, Silvana Imam, Sabina Ddumba och Cherrie, samt versioner på norska med Karpe Diem, Arif, Stella Mwangi, Kaveh och Philip Emilio.
Kort därefter släpptes debut-EP:n E Du Dum  Efter detta har Michel Dida släppt ett antal egna singlar, skrivit låttexter till andra musiker samt till tv-program som Så mycket bättre.
Dida har samarbetat med artister som Timbuktu, Elliphant, Daniel Adams-Ray, Movits! och har sedan 2010 turnerat i Amerika, Europa och Afrika. Detta i olika konstellationer såsom Adam Tensta, Style of Eye (Galantis), Madcon och punkbandet Kriget.
Dida var en del av det grammisvinnande musik-kollektivet Respect My Hustle (RMH) under dess aktiva år. 

## Diktsamlingar
| Titel                                  | Datum |
| -------------------------------------- | ----- |
| En Horunges Bekännelser                | 2010  |
| Vi Är De Vackraste Idioterna I Världen | 2013  |

## Diskografi

### EP[8]
| Titel                                          | Datum |
| ---------------------------------------------- | ----- |
| ThankTheUfos4Dida                              | 2010  |
| House Of Balloons - Mr.X                       | 2011  |
| A Thousand Nights Without Sleep                | 2011  |
| Justus Hecker Wants Us Dead (St. John's Dance) | 2012  |
| A.Ton.Of.Acrylic.Love.Snow                     | 2013  |
| Heavy Is The Head That Wears The Crown         | 2014  |
| E Du Dum                                       | 2015  |
| Driftarens Guide Till Galaxen                  | 2021  |

### Singlar[8]
| Titel                                                                                            | Datum |
| ------------------------------------------------------------------------------------------------ | ----- |
| Höru Mej Bae                                                                                     | 2015  |
| Höru Mej Bae Remix (med Seinabo Sey, Silvana Imam], Zara Larsson, Mapei), Cherrie, Sabina Ddumba | 2015  |
| Höru Mej Bae Norge Remixes (med Arif, Karpe Diem, Kaveh, Stella Mwangi och Philip Emilio         | 2015  |
| Trasig                                                                                           | 2015  |
| Alla In (med Herbert Munkhammar)                                                                 | 2015  |
| Malmö State Of Mind (med Herbert Munkhammar)                                                     | 2016  |
| Gucci Song                                                                                       | 2017  |
| Gucci Song Remix                                                                                 | 2017  |
| Gucci Song Reykjavik Remix                                                                       | 2017  |
| 20 Lax (med Dj Black Moose, Jelassi och Ozzy)                                                    | 2018  |
| Goose (med Bennett)                                                                              | 2018  |
| Bara Vi (med Blizzy och Zikai                                                                    | 2018  |
| Min Vibe (med Karim Alger)                                                                       | 2018  |
| Alright (med Herbert Munkhammar)                                                                 | 2019  |
| Snakes (med Gee Dixon)                                                                           | 2020  |
|                                                                                                  |       |

### Medverkan på låtar
- 2011: John Dahlbäck - Next To The Speakers (med Adam Tensta)
- 2011: Adam Tensta - Ok Wow
- 2011: Stress - Tystas ner (med Adam Tensta och Aleks)
- 2012: Simon Emanuel - Neneh Cherry
- 2013: Zacke - Torgny (Dida Remix)
- 2013: 1999 - Bedövad
- 2013: 1999 - Modus Vivendi
- 2013: Elliphant - Bitch Out
- 2014: Timbuktu - Spring Remix (med Joy, Lilla Namo, Promoe och Jaqe)
- 2014: Daniel Adams-Ray - Där Regnbågen Tar Slut (RMH Remix)
- 2014: Simon Emanuel - Tystnaden (med Min Stora Sorg)
- 2014: Finess - Innan Stjärnorna Faller (med J-Riz)
- 2015: Movits! - Waterloo
- 2015: Mwuana - Parranoia
- 2015: Adam Tensta - Stockholm Paris (med Joe Lefty)
- 2015: Kriget - Virginia Belle
- 2015: Kriget - Passive Aggressive (med Sophia Somajo)
- 2015: Arif - Sulten Remix (med Erik Lundin)
- 2015: Houman Sebghati - Stereo Typer (med Timbuktu och MXHXN)
- 2015: Silvana Imam - Knark (Remix) (med TUAI)
- 2016: ISHI - Som Oss (med Abidaz och Denz
- 2016: Finess - Allt Har Sitt Pris (med Simon Emanuel och Malou)
- 2016: Silvana Imam - Helt Fucked
- 2017: Kaveh - Koyeseng (med Abidaz, Sivas)
- 2017: Stor - Para Wifey
- 2017: Ros - Ring Ring (med Jaqe)
- 2018: Fungz - Nia Remix
- 2019: Ozzy - Regndansen
- 2020: Finess - Samma Samma (med Ivory)
- 2021: BoBo - 5 Zinjis